# NZDPM (камуфляж)
NZDPM (англ. New Zealand disruptive pattern material/NZDPM, дослівно — Новозеландський деформаційний камуфляж), також відомий як Новозеландський DPM (англ. New Zealand DPM) — деформаційний військовий камуфляж, який з 1980 по 2013 рік використовувався Збройними силами Нової Зеландії. Його було замінено новим ексклюзивним для Збройних сил Нової Зеландії візерунком під назвою Multi Terrain Camouflage (MCU), який своєю чергою було замінено Новозеландським MTP у 2020 році.
Камуфляж Новозеландський DPM був розроблений на основі британського камуфляжу DPM і зазнав кількох змін колірних гам, перш ніж бути стандартизованим у 1990-х роках. Однострої з камуфляжем NZDPM носили всі чини армії Нової Зеландії, і він використовувався для більшості форм навчання та операцій.

## Історія

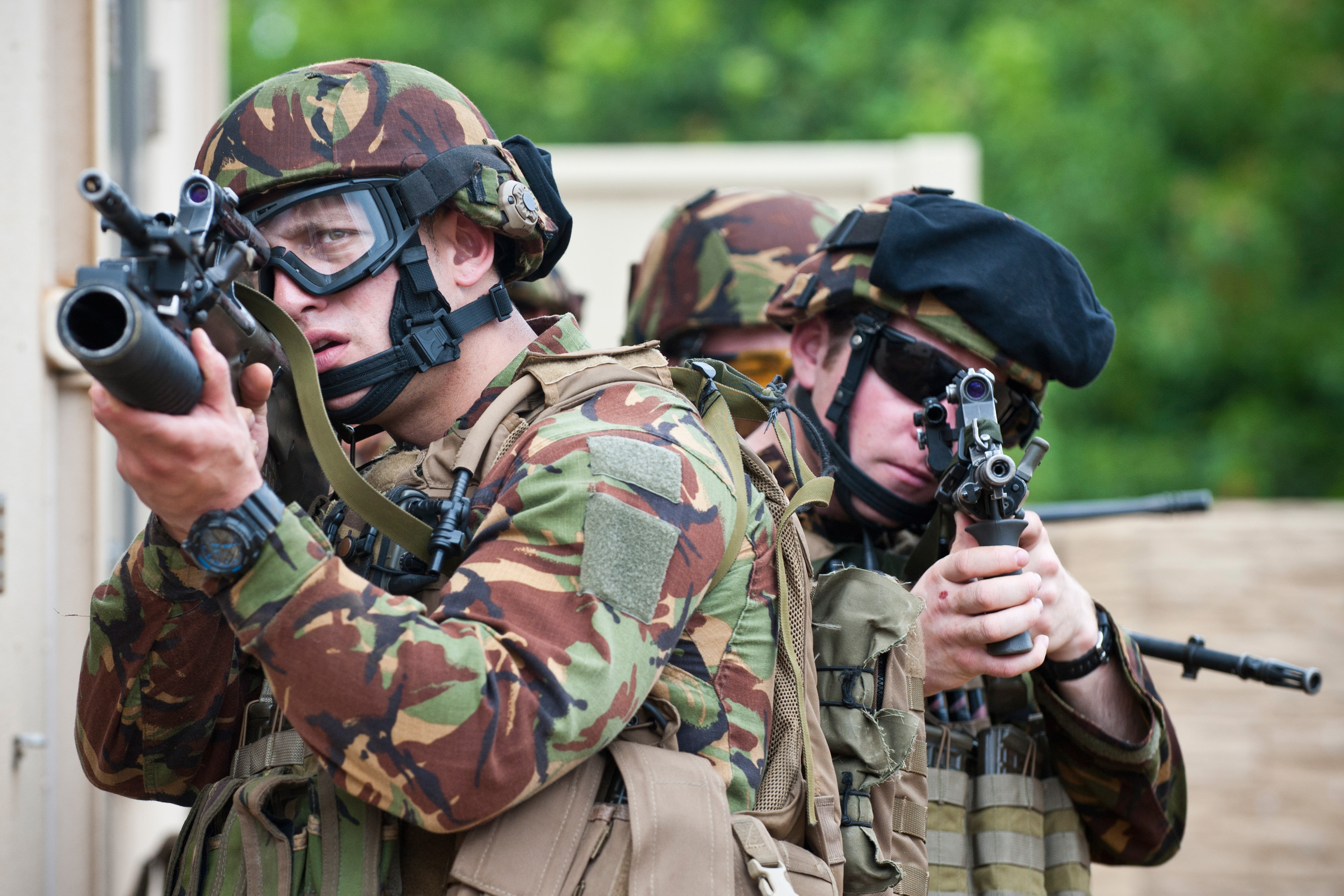
Новозеландські солдати у варіанті 2008 року, 2012 рік

Історично склалося так, що збройні сили Нової Зеландії використовували британську та австралійську уніформу, а потім однострої з однотонним камуфляжем «зелені джунглі» до 1980 року.
В 1980 році як камуфляжний малюнок для одягу збройних сил Нової Зеландії була прийнята модель 1968 року (1968 Pattern smocket) британського камуфляжу DPM. У 1984 році матеріал уніформи був змінений на зимову, більш важку тканину. Новий тип тканини та процес фарбування змінили оригінальні кольори DPM, зробивши зелений колір більш морським, а бежевий — золотистим. Цей колір вважається «першим поколінням» специфічного для Нової Зеландії камуфляжу DPM.
У 1986 році була використана легша тканина, що ще більше змінило кольори, причому зелений став характерним «м'ятним» кольором, а бежевий колір став ще більш «жовтим». Коричневий колір, який використовувався в ітерації 1986 року, був більш червонувато-коричневим, ніж раніше, і з часом вимивався до майже «бурякового» кольору.

### Шаблон NZDPM 1997 року

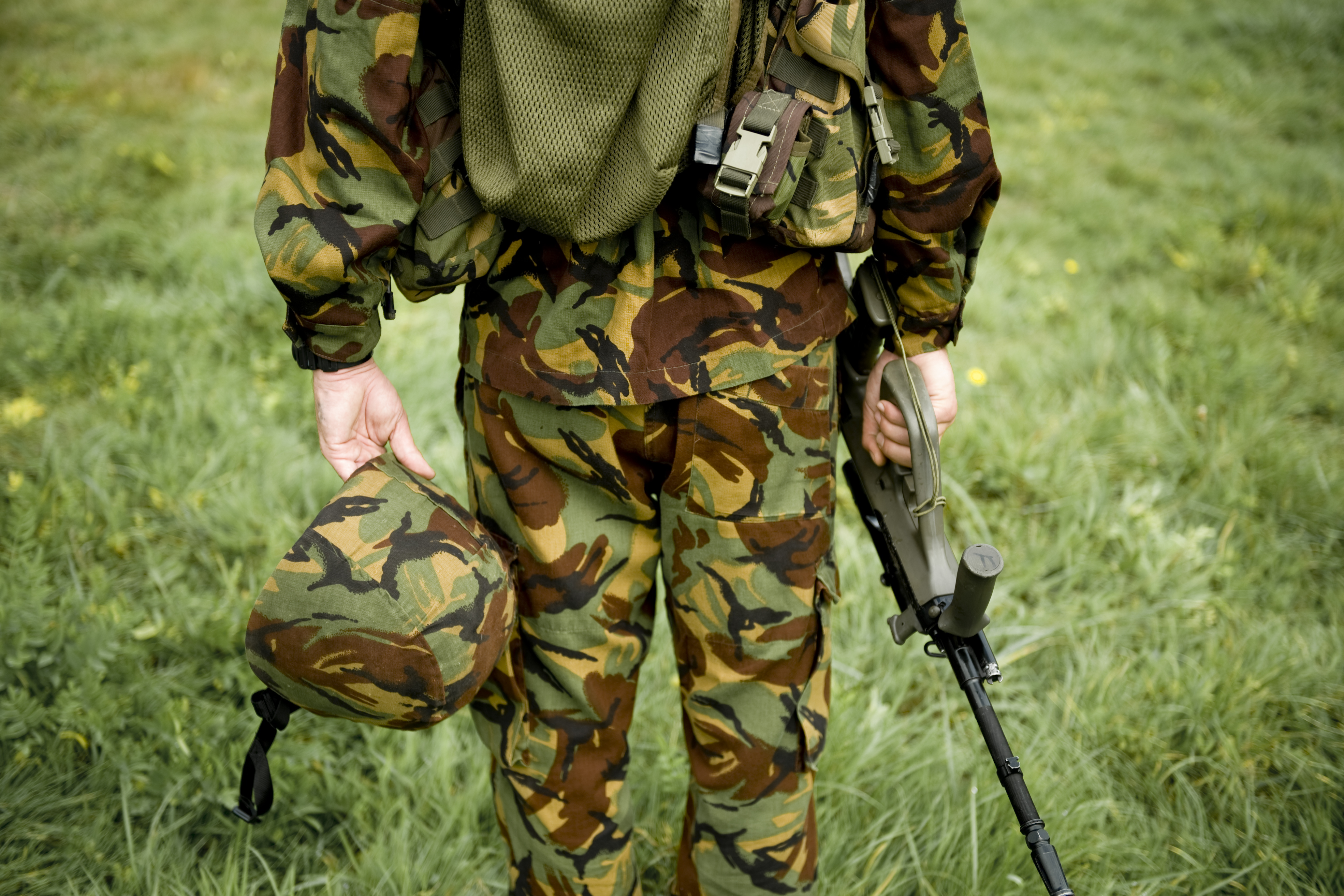
Зображення, зроблені для Army Recruiting Project (2009)

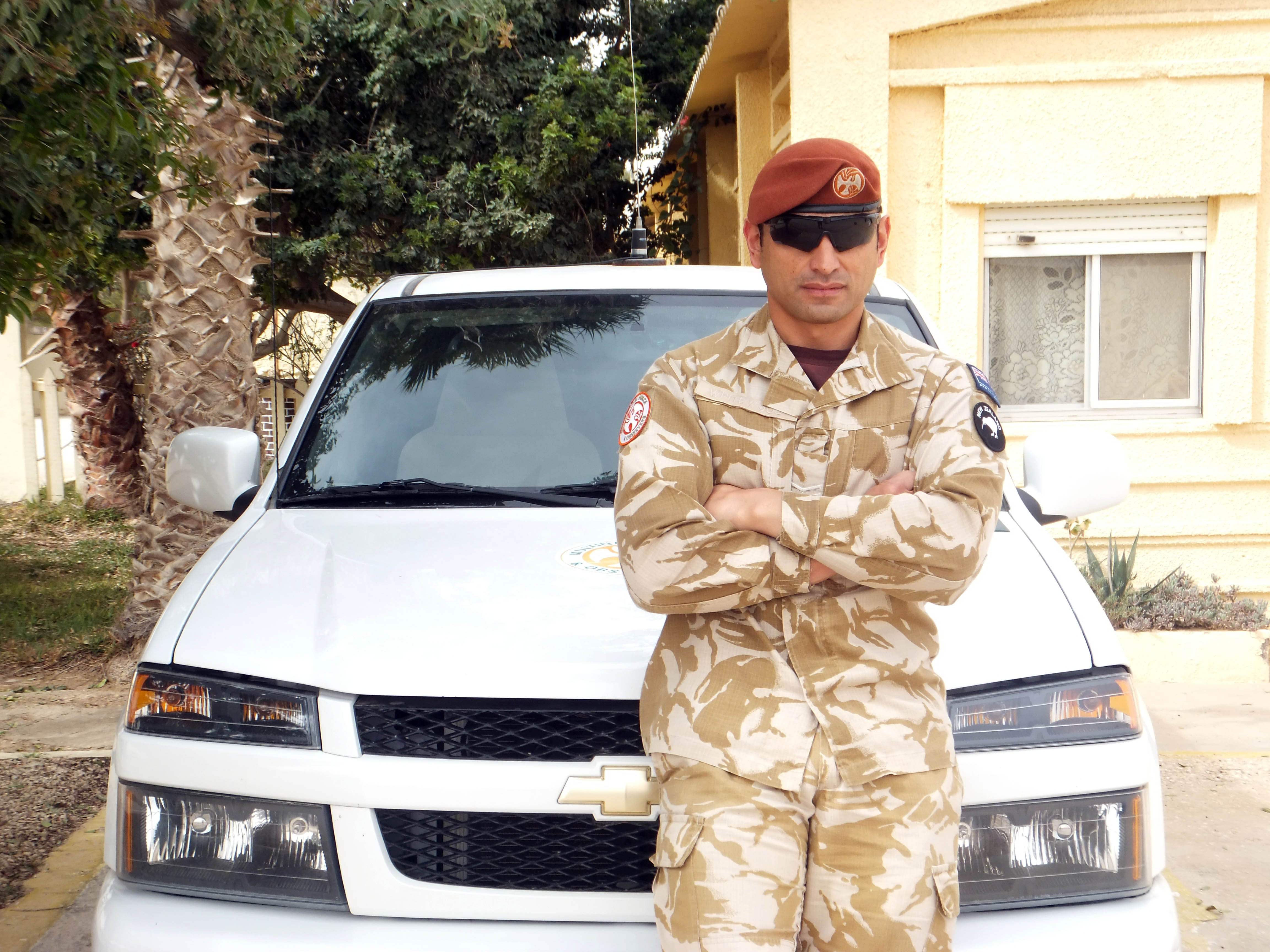
NZDDPM сорочка і брюки.

З 1994 по 1995 рік використовувалася нова варіація кольорів візерунка NZDPM, що складалася з чорних, шоколадно-коричневих і оливково-зелених форм на світло-коричневому тлі. Уніформа мала проблеми зі стійкістю кольору, тому в 1997 році Сили оборони Нової Зеландії випустили абсолютно нову форму, яка нагадувала крій британської сорочки та штанів DPM «Combat Soldier 95». Кольори візерунка 1997 року знову відрізнялися: чорні, темно-коричневі та золотисто-жовті фігури на зелено-зеленій основі. Після цього ці кольори залишалися незмінними. Форма 1997 року використовувалася як польовий одяг до кінця 2000-х років.

### 2003 Новозеландська пустельна версія DPM (NZDDPM)
Перші контингенти збройних сил Нової Зеландії, розгорнуті в Афганістані, носили NZDPM зразка 1997 року. Пустельна версія NZDPM вперше з'явилася у 2003 році під час розгортання в Іраку. Візерунок заснований на британському двоколірному пустельному DPM. Візуально візерунок NZDDPM має розмитість між коричневим і пісочним кольорами, тоді як британський візерунок не має.

### 2008 Оновлення форми
Наприкінці 2008 року новозеландська армія почала випуск нової бойової форми. Воно все ще було в кольорах NZDPM 1997 року, але виготовлене з матеріалу рипстоп і в новому крої, дещо схожому на однострої ACU армії США. Заплатки-липучки на руках дозволяють власнику демонструвати знімні ідентифікаційні значки, такі як прапор Нової Зеландії та кругла емблема птаха ківі, які використовуються в закордонних військових підрозділах.

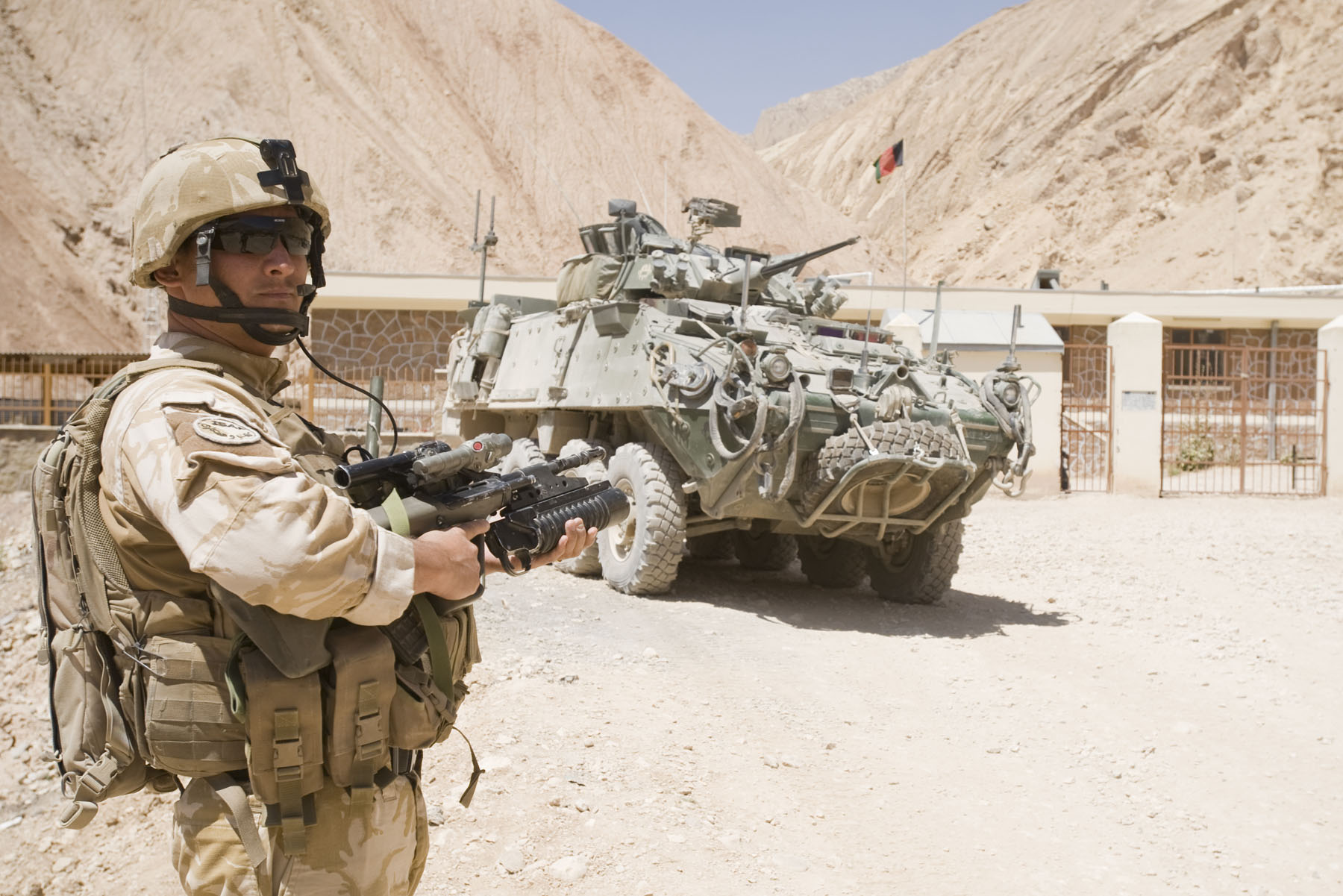
Новозеландський солдат в Афганістані у 2011 році, одягнений у новозеландський варіант британського DPM Desert

Версія NZDDPM бойової форми 2008 року була випущена для використання в Афганістані, Синаї та Лівані. У 2014 році NZDDPM було замінено на New Zealand Multi-Terrain Pattern. У червні 2019 року Сили оборони Нової Зеландії оголосили, що NZMTP, варіант камуфляжу MTP Збройних сил Великої Британії, сам по собі є варіантом Multicam від Crye Precision, замінить поточний випуск камуфляжу MCU, а форма повернеться до крою 2008 року. Ці зміни стосуються всіх збройних сил, а перехід має бути повністю завершений до 2023 року.

## Новозеландські кадетські війська

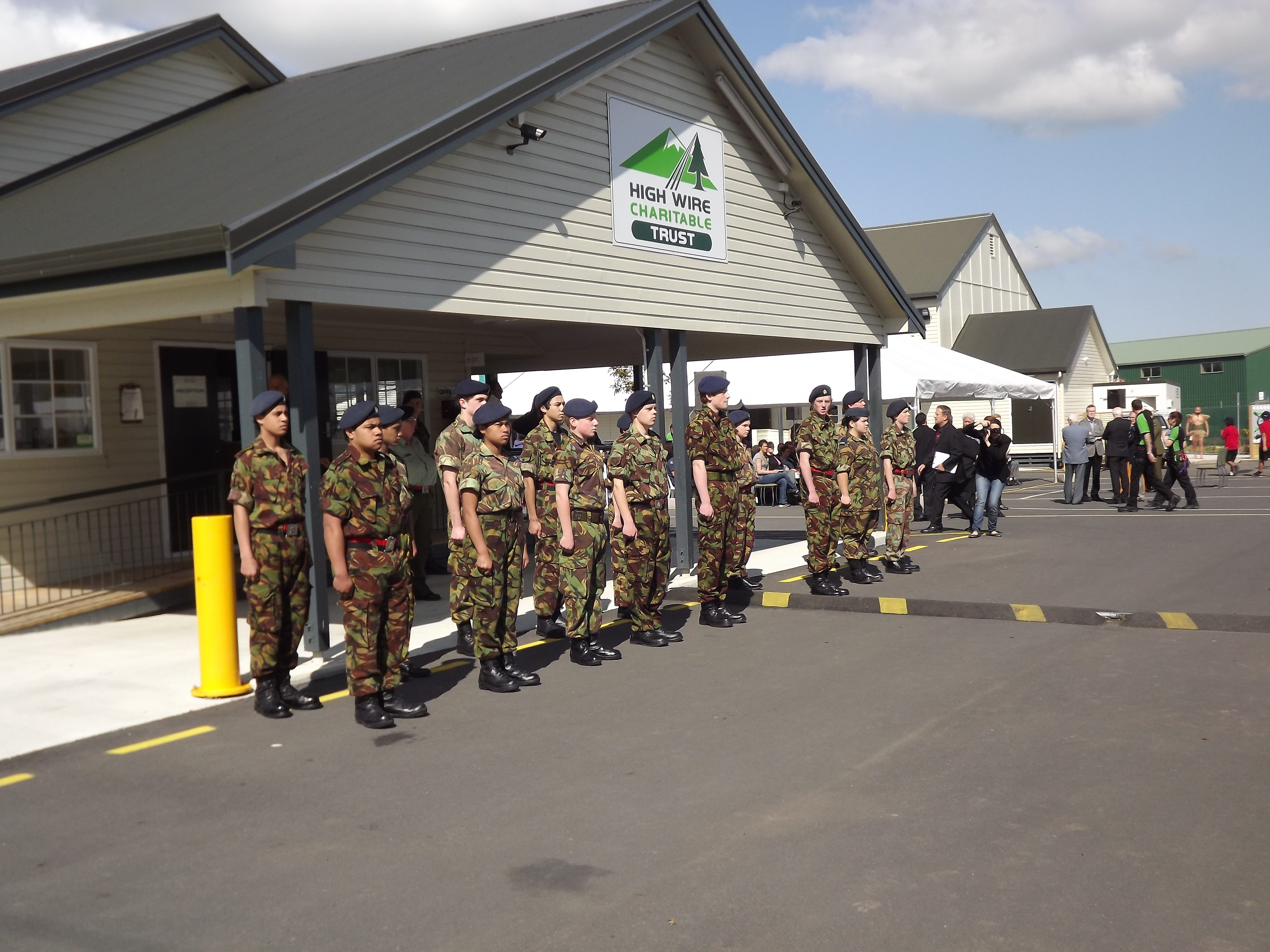
Новозеландські курсанти в NZDPM у 2011 році

Зразки помірного варіанту NZDPM також носили кадетські війська Нової Зеландії.